# Blue Wonder Power Milk
Albums de Hooverphonic
A New Stereophonic Sound Spectacular The Magnificent Tree
Blue Wonder Power Milk est le deuxième album du groupe belge Hooverphonic, sorti le 11 août 1998.

## Liste des titres
1. Battersea
2. One Way Ride
3. Dictionary
4. Club Montepulciano
5. Eden
6. Lung
7. Electro Shock Faders
8. Out of Tune
9. This Strange Effect
10. Renaissance Affair
11. Tuna
12. Magenta
13. Neon (piste cachée, disponible uniquement dans la version japonaise)

## Liste des singles
- Club Montepulciano
- Eden
- This Strange Effect
- Lung (remix)

## Musiciens
- Geike Arnaert : chant
- Alex Callier : composition, guitare, clavier et chant
- Frank Duchêne : clavier, ingénierie et chœurs
- Raymond Geerts : guitare